# Chengbei (socken i Kina, Sichuan)
Chengbei (kinesiska: 城北乡, 城北) är en socken i Kina. Den ligger i provinsen Sichuan, i den sydvästra delen av landet, omkring 140 kilometer sydost om provinshuvudstaden Chengdu.
Genomsnittlig årsnederbörd är 1 384 millimeter. Den regnigaste månaden är juli, med i genomsnitt 305 mm nederbörd, och den torraste är december, med 9 mm nederbörd.